# Tunsești
Tunsești – wieś w Rumunii, w okręgu Vaslui, w gminie Bogdănița. W 2011 roku liczyła 269 mieszkańców.